# Parafia Świętego Mikołaja Biskupa w Gomulinie
Parafia św. Mikołaja Biskupa – parafia rzymskokatolicka znajdująca się w archidiecezji łódzkiej w dekanacie piotrkowskim.

## Historia

### Parafa
Parafia została erygowana 7 kwietnia 1631 roku przez arcybiskupa gnieźnieńskiego Jana Wężyka. Konsekracji świątyni parafialnej w dniu 29 czerwca 1631 roku dokonał biskup sufragan płocki Stanisław Starczewski pod tytułem Narodzenia Najświętszej Maryi Panny, św. Mikołaja biskupa, św. Michała Archanioła i św. Katarzyny.
W pierwszych latach do gomulińskiej parafii należeli wierni ze wsi: Gomulin, Wola Gomolińska, Cisowa i Zaborów. W latach późniejszych wspólnota rozrosła się o mieszkańców kolejnych miejscowości tj. wsie Żądło, Majków Duży, Oprzężów, Dąbrówka, Gomulin Kolonia, Praca oraz część Rokszyc.

### Kościół
Pierwszy kościół jako filialny piotrkowskiej fary ufundował w 1619 roku ówczesny dziedzic Gomulina, podstoli gostyński Michał Mikołaj Tarnowski herbu Jelita i jego żona Katarzyna z Koniecpolskich. Przenieśli oni do Gomulina z Koniecpola nad Pilicą stojący tam drewniany kościół i postawili go na końcu parku dworskiego obok kilkusetletniego wiązu (drzewo to rosło do 1987 roku). W tym to kościele umieszczono relikwię św. Mikołaja, który stał się patronem świątyni. Była ona zbudowana z drzewa modrzewiowego, na zrąb, jednonawowa, z węższym od nawy prezbiterium zamkniętym poligonalnie. Budynek pokryty był dwuspadowym dachem, poszytym słomą, z wieżyczką na sygnaturkę na dachu nawy. Obok kościoła stanęła dzwonnica zbudowana na słup i oszalowana deskami, kryta wysokim słomianym dachem. W tym samym 1619 roku kościół został kanonicznie erygowany przez Wawrzyńca Gembickiego, arcybiskupa gnieźnieńskiego, jako filialny piotrkowskiej fary. Parafia została erygowana 7 kwietnia 1631 roku przez arcybiskupa gnieźnieńskiego Jana Wężyka. Konsekracji w dniu 29 czerwca 1631 roku dokonał biskup sufragan płocki Stanisław Starczewski pod tytułem Narodzenia Najświętszej Maryi Panny, św. Mikołaja biskupa, św. Michała Archanioła i św. Katarzyny.
Kościół obecny św. Mikołaja, murowany, wybudowany w latach 1871–1874 według projektu arch.  Symforiana Szpadkowskiego. Konsekrowany 23 września 1875 r. przez bpa Tomasza Kulińskiego (Kielce). Od tego roku parafia nosi jedno wezwanie św. Mikołaja biskupa. Świątynia ta  poważnie uszkodzona przez artylerie austriacką 6 grudnia 1914 r., odbudowana w 1916 r.
W ołtarzu głównym obraz Matki Boskiej z Dzieciątkiem z przełomu XVII i XVIII w. Dwa ołtarze boczne z 1730 roku, z fragmentami rokokowymi i rokokowym krucyfiksem oraz obrazem św. Mikołaja (1620 r.).
W 2020 roku staraniem ks. proboszcza Tadeusza Koziorowskiego ołtarz główny wraz z obrazami: Niepokalane Poczęcie Najświętszej Marii Panny z 1689 r., Matki Boskiej z Dzieciątkiem (Salus Populi Romani) z XVII w. i Serce Jezusowe z 1875 r. zostały poddane gruntownej renowacji.

## Proboszczowie
- - ks. Piotr Bieliński(1688–1709)
  - ks. Bartłomiej Franciszek Żarnowiecki (1711–1714)
  - ks. Marcin Stanisław Spinek (1715–1720)
  - ks. Tomasz Sulański (1721–1725)
  - ks. Damazy Ksawery Lubieniecki (1726–1730)
  - ks. Maciej Drzeworzewski (1740–1742)
  - ks. Antoni Saryusz Bawczewski (1744–1760)
  - ks. Stanisław Tumuski (1761–1796)
  - ks. Jan Kowalewski (1796–1824)
  - ks. Bazyli Nowicki OSPPE (1866–1872)
- ks. Leonard Urbanowicz (1872–1883)
- ks. Andrzej Moniuszko (1884–1886)
- ks. Aleksander Ratyński (1886–1887)
- ks. Józef Komorowski (1887–1891)
- ks. Ignacy Lubecki (1891–1893)
- ks. Leonard Jabłoński (1894–1895)
- ks. Rajmund Kamiński (1895–1901)
- ks. Wojciech Michalski (1901–1903)
- ks. Jan Langier (1903–1904)
- ks. Bronisław Świażawski (1904–1906)
- ks. Marcin Kochański (1906–1915)
- ks. Roman Borowski (1916–1926)
- ks. Tomasz Migasiewicz (1926–1936)
- ks. Józef Marian Borensztedt (1936–1938)
- ks. Józef Sulwiński (1938–1945)
- ks. Leonard Wideński (1945–1949)
- ks. Wacaw Wasilewski (1949–1950)
- ks. Wacław Breitenwald (1950–1966)
- ks. Zygmunt Kilijanek (1966–1967)
- ks. Stanisław Malinowski (1967–1968)
- ks. Antoni Hampel (1968–1974)
- ks. Bolesław Kowalczyk (1974–1982)
- ks. Jan Kozak (1982–1987)
- ks. Ignacy Wielgus (1987–1992)
- ks. Józef Świerczyński (1992–1997)
- ks. Marian Wiewiórowski (1997–2012)
- ks. Jan Cholewa (2012–2016)
- ks. kan. Tadeusz Koziorowski (2016-2023)
- ks. Artur Trznadel (od 2 lipca 2023)

## Kaplice na terenie parafii
- Kaplica pw. św. Rocha na cmentarzu grzebalnym wybudowana w 1766 r.[7]

## Wspólnoty parafialne
- Żywy Różaniec
- III Zakon św. Franciszka